# Автоматизированная банковская система
Автоматизированная банковская система  (сокр. АБС, англ. core banking system, сокр. CBS) — комплекс программного и технического обеспечения, направленный на автоматизацию банковской деятельности.
Gartner определяет основную банковскую систему как внутреннюю автоматизированную систему, которая обрабатывает ежедневные банковские операции и производит обновление счетов и других финансовых записей. Основные банковские системы обычно включают в себя возможности обработки депозитов, займов и кредитов, с возможностью подключения к стандартным системам бухгалтерского учёта и инструментам отчетности.

## История АБС в России
В соответствии со статьёй 4 Федерального закона «О Центральном банке Российской Федерации (Банке России)», Банк России уполномочен вводить для банков и кредитных организаций особые правила бухгалтерского учёта и отчётности, отличающиеся от таких правил для предприятий. Специальный план счетов и большой объём специализированной отчётности перед Банком России делает невозможным использование в банках обычных бухгалтерских систем, не имеющих средств автоматизации получения такой отчётности.
Кроме того, постоянные изменения законодательства и правил учёта означают необходимость регулярных доработок программного обеспечения. В связи с этим иностранные производители такого программного обеспечения испытывают сложности с выходом на данный рынок.
Предшествовало этому длительная история развития аналогичных систем в СССР. По мнению И. В. Урнева можно выделить несколько этапов:
- Первый этап (1960—1975 гг.)
- Второй этап (1972—1989 гг.)
- Третий этап (с 1989 г. по н. в.)

### Разработка АБС
Первыми АБС были разработанные в отраслевых НИИ «Киевский операционный день» и «Тульский операционный день».
На роль старейшего из ныне существующих коммерческих разработчиков АБС претендует компания ПрограмБанк (АБС DOS-Комплекс, переименованная позже в Центавр), организованная в 1989 году. Вслед за ней на рынке появились Инверсия и АСОФТ.
В 1991—1992 на рынок вышел Диасофт с DiasoftBANK, позже переименованной в Diasoft 4x4, в 1993 году — R-Style с RS-Bank-ом, и другие разработчики.
Первые версии таких продуктов работали в популярных на тот момент операционных системах MS-DOS и Netware с использованием файловых систем типа Clipper и, позже, СУБД Btrieve и имели текстовый интерфейс. Новые версии АБС (в числе первых были Афина и Диасофт 5NT) разрабатывались в графическом интерфейсе с использованием таких СУБД, как Oracle Database, Sybase и в дальнейшем Microsoft SQL Server. Кроме того, ПрограмБанк и ЭСКЕЙП-М использовали в своих продуктах СУБД Caché. В основном переход на новые платформы завершился к 2000 году.
Переломным моментом в развитии рынка стал ввод нового плана счетов бухгалтерского учёта для банков и кредитных организаций в 1998 году. Если до этого момента многие банки использовали в качестве АБС собственные разработки, то ввод нового плана счетов вынудил банки перейти на промышленные АБС. В результате в 1997 году в ходе подготовки к новому плану счетов разработчики АБС испытали подъём продаж, что позволило большинству из них успешно пережить кризис.
По состоянию на 2006 год в пятёрку наиболее популярных разработчиков АБС входили Диасофт, R-Style, ЦФТ, ПрограмБанк, Инверсия, ЮниСАБ. В крупных банках популярностью также пользуются системы Новая Афина и, в меньшей степени, БИС и АБС "Кворум" (по состоянию на 2009 год).
Системы иностранного производства не пользуются большой популярностью в силу сложности адаптации к российскому законодательству.

### Защита АБС
Одной из целей функционирования АБС является обработка персональных данных сотрудников и клиентов банка. В таком случае, АБС классифицируется как информационная система персональных данных (ИСПДн) и должна быть защищена в соответствии с требованиями Федерального закона 152-ФЗ «О персональных данных».
В случае принятия в кредитной организации Стандарта Банка России СТО БР ИББС, АБС, реализующие банковские платежные процессы, не рассматриваются как ИСПДн.(норма исключена в новой редакции СТО БР ИББС)
Распространённой проблемой при разработке/приобретении АБС является отсутствие у разработчика лицензии ФСТЭК на разработку средств защиты информации и лицензии ФСБ на разработку криптографических средств защиты информации, что является нарушением Федерального Закона РФ 128-ФЗ «О лицензировании отдельных видов деятельности».